# Puerto Cumarebo (Venezuela)
Puerto Cumarebo est une ville de l'État de Falcón au Venezuela, capitale de la paroisse civile de Puerto Cumarebo et chef-lieu de la municipalité de Zamora.